# ペトレア
ペトレアはクマツヅラ科のつる性常緑低木。別名：ムラサキツクバネカズラ、ヤモメカズラ。ペトレア・ウォルビリスとも記される。

## 特徴
花冠が二重になっているように見えるのが最大の特徴。下側の淡紫色の5枚は萼で、本来の花はその中心にあり、萼より濃い紫色。白花の品種もある。萼を含めた直径は2.5 cm、花の直径は1 cmほど。総状花序は長さ20–30 cmで、春～秋に開花。蔓は長さ7 mほどに達する。葉は長さ10–20 cm、長楕円形で全縁、対生する。英名のサンドペーパーバインは葉面がざらつくことに由来。果実は茶色で、熟すと外側に残る萼とともにプロペラのように回転落下する。

## 分類
Petrea属は世界で13種ほどが知られ、このうちP. volubilisは日本でも親しまれている。属名の日本語表記は文献により異なる。
本項における種名の表記は林・名嘉（2022）に従い、和名をペトレア、別名をムラサキツクバネカズラ、ヤモメカズラとした。種名については、最新園芸大辞典ではヤモメカズラはP. subserrataの和名とされ、P. volubilisには和名がない。現在はP. subserrataはP. volubilisのシノニムとされている。なお、本種はYListへは未掲載。

## 分布、生育環境と利用
熱帯アメリカ原産で、熱帯各地で垣根や庭木としてよく利用され、沖縄県内でも公園や庭へ植栽される。冬越しには10℃以上を要するため、降霜地では温室内で育てる。

## ギャラリー

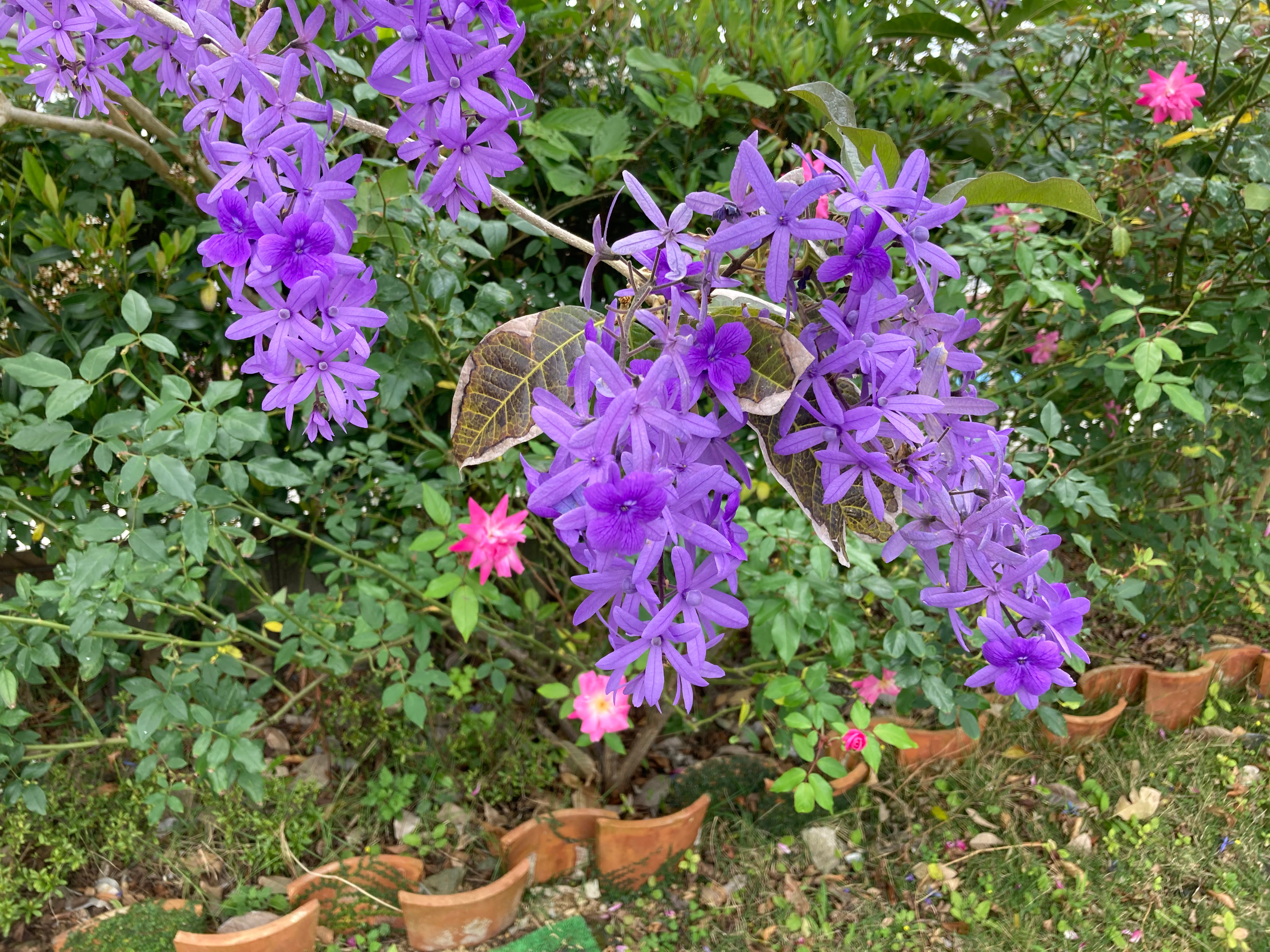
ペトレアの花 （2024年3月 沖縄県名護市）
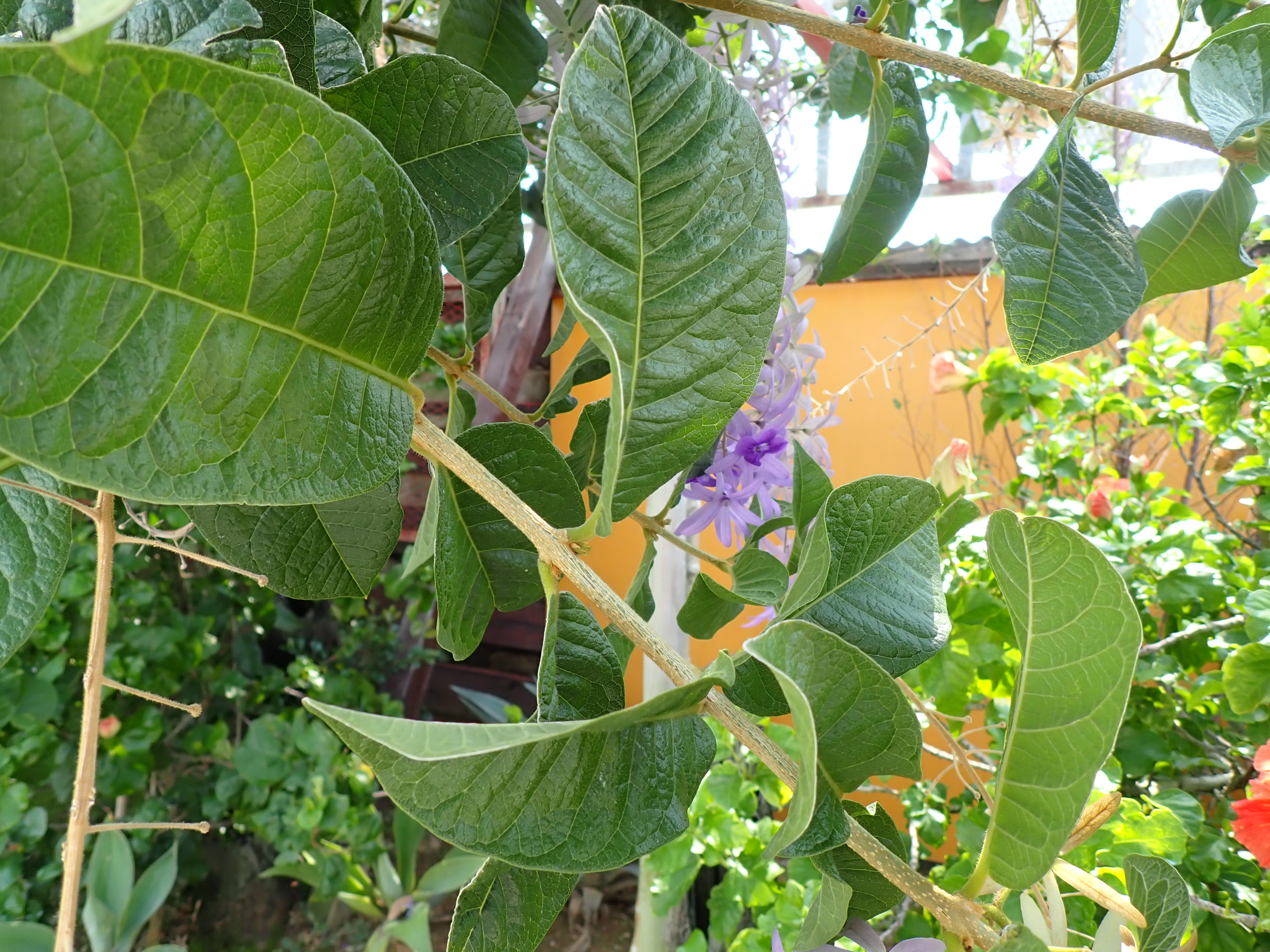
対生する葉 （2024年10月 沖縄県うるま市 幸和ガーデン）

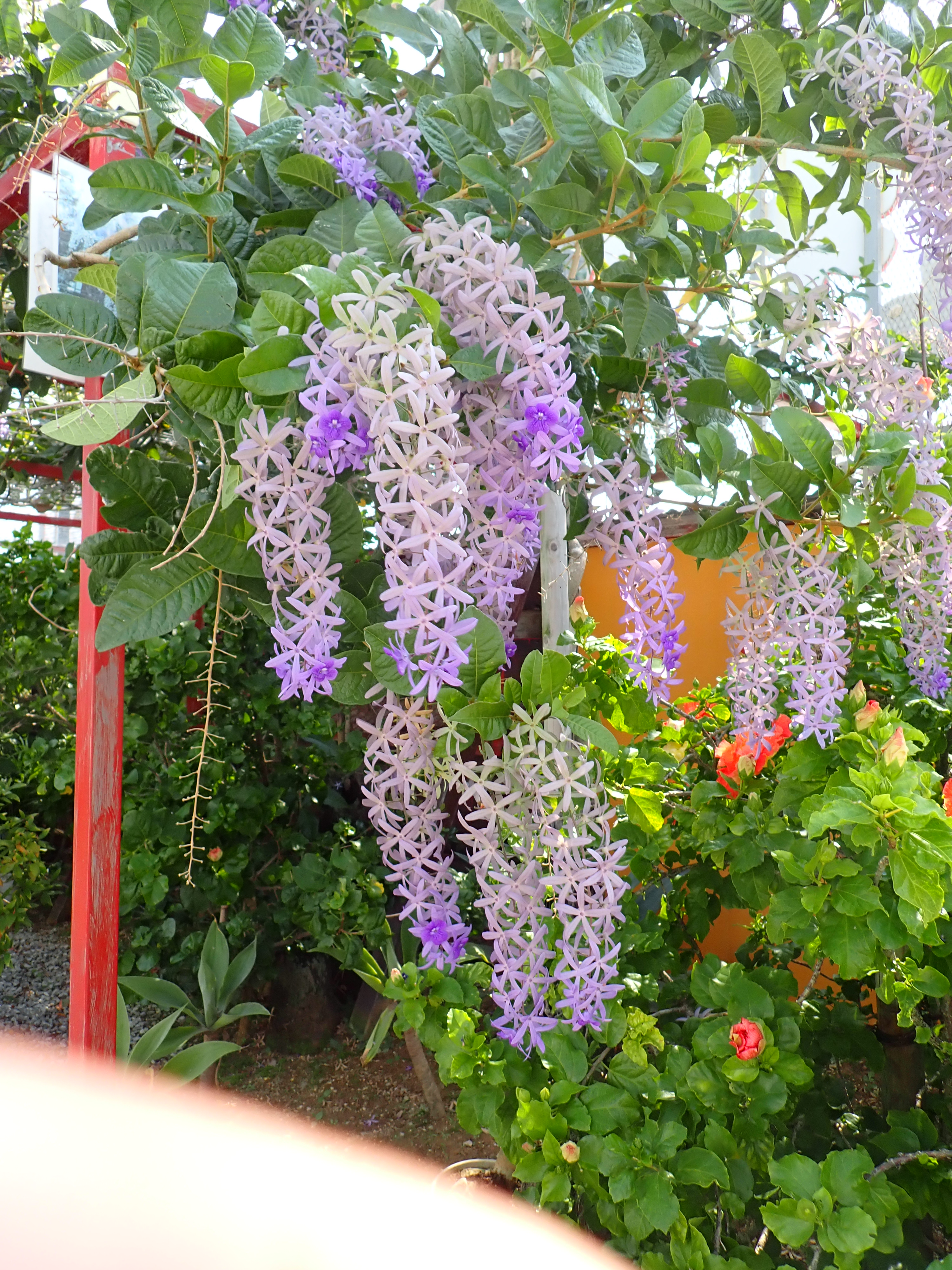
ペトレアの開花 （2024年10月 沖縄県うるま市 幸和ガーデン）
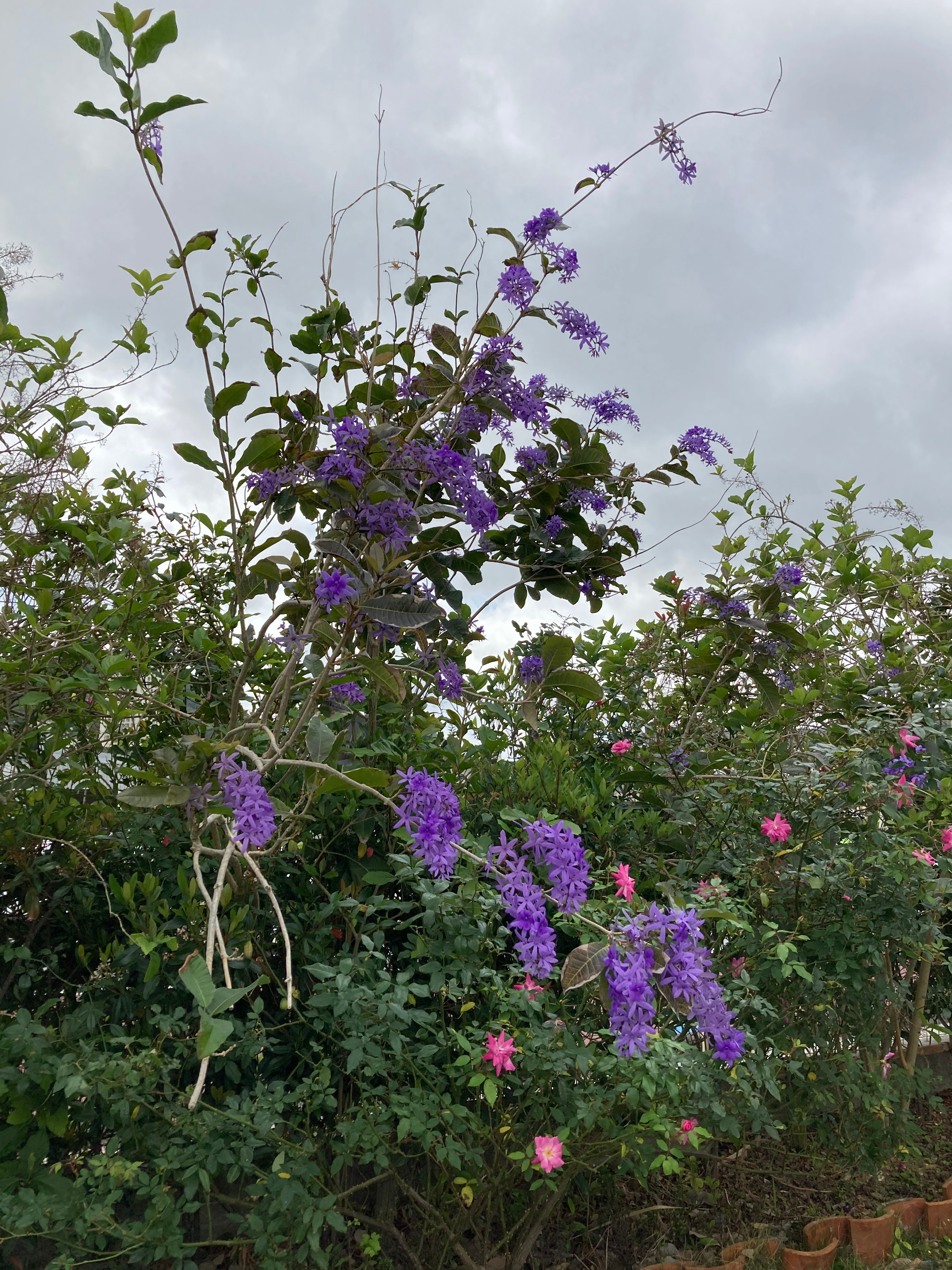
庭へ植栽されるペトレア （2024年3月 沖縄県名護市）